# Альбінізм у людей
Ця стаття присвячена альбінізму у людей. Про альбінізм загалом див. статтю Альбінізм.
Альбінізм — рідкісне, генетично успадковане захворювання, що характеризується у людини повною або частковою відсутністю пігменту (меланіну) у волоссі, шкірі та очах. Альбінізм пов'язаний з низкою дефектів зору, таких як світлобоязнь, ністагм та амбліопія. Відсутність пігментації шкіри робить її більш сприйнятливою до сонячних опіків та раку шкіри. У поодиноких випадках, таких як синдром Чедіака-Хігаші, альбінізм може бути пов'язаний з нестачею транспорту гранул меланіну. Це також впливає на основні гранули, які присутні в імунних клітинах, що призводить до підвищеної сприйнятливості до інфекції. Відсутність меланіну, який є центральним фактором альбінізму, не піддається лікуванню.
Причиною захворювання є пошкодження тирозинази — ферменту, який здійснює синтез меланіну.
Термін походить від латинського albus, «білий».

## Ознаки та симптоми

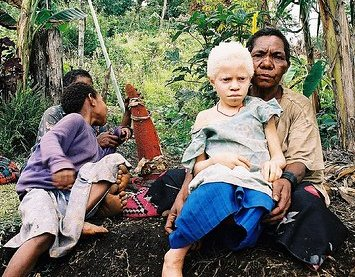
Дівчина з альбінізмом з Папуа-Нової Гвінеї

Існує два основних типи альбінізму: окошкірний, що вражає очі, шкіру і волосся, і очний, що вражає тільки очі.
Існують різні типи окошкірного альбінізму залежно від того, який ген зазнав мутації. Деякі взагалі не мають пігменту. Інший кінець спектра альбінізму — це форма альбінізму, звана рудим окошкірним альбінізмом, який зазвичай вражає темношкірих людей.
За даними Національної Організації з альбінізму та гіпопігментації, «при очному альбінізмі колір райдужної оболонки ока може варіюватися від синього до зеленого або навіть коричневого, а іноді й темніє з віком. Однак, коли офтальмолог досліджує око, спрямовуючи світло з боку ока, світло сяє назад через райдужну оболонку, тому що там дуже мало пігменту».
Оскільки у людей з альбінізмом шкіра повністю позбавлена меланіну, який допомагає захистити шкіру від ультрафіолетового випромінювання Сонця, їхня шкіра може легко обгоряти від надмірного впливу.
Людське око зазвичай виробляє достатньо пігменту, щоб пофарбувати райдужку в синій, зелений або коричневий колір і надати оку непрозорість. На фотографіях люди з альбінізмом частіше демонструють «червоне око», оскільки червоний колір сітківки видно через райдужну оболонку. Нестача пігменту в очах також призводить до проблем із зором, як пов'язаних, так і не пов'язаних із фоточутливістю.
Люди з альбінізмом, як правило, так само здорові, як і решта населення (але дивіться відповідні розлади), причому зростання та розвиток відбуваються нормально, і альбінізм сам по собі не викликає смертності, хоча відсутність пігменту, що блокує ультрафіолетове випромінювання, збільшує ризик раку шкіри та інших проблем.

### Проблеми з зором
Розвиток зору залежить від наявності меланіну. З цієї причини зменшення або відсутність цього пігменту у людей з альбінізмом може призвести до:
- Неправильне проростання ретиногенних проєкцій, що призводить до аномального перетину волокон зорового нерва[6].
- Світлобоязні і зниження гостроти зору через розсіяння світла всередині ока (окулярне розсіяне світло)[6], світлобоязнь виникає саме тоді, коли світло потрапляє в око, необмежено — з повною силою. Це болісне і викликає крайню чутливість до світла.
- Зниження гостроти зору через гіпоплазію фовеальної тканини і, можливо, спричинене світлом пошкодження сітківки[6].

Очні захворювання поширені при альбінізмі включають:
- Ністагм — нерегулярний швидкий рух очей туди-сюди або круговими рухами.
- Амбліопія — зниження гостроти зору одного або обох очей.
- Гіпоплазія зорового нерва — недорозвинення зорового нерва.

Неправильний розвиток пігментного епітелію сітківки, який у нормальних очах поглинає більшу частину відбитого сонячного світла, ще більше посилює відблиски через розсіяння світла всередині ока. Виникаюча чутливість (світлобоязнь) зазвичай призводить до дискомфорту при яскравому світлі, але це може бути зменшено за допомогою сонцезахисних окулярів.

## Поширеність
Альбінізм вражає людей усіх етнічних груп; за оцінками, його частота в усьому світі становить приблизно один випадок із 17 000. Поширеність різних форм альбінізму варіюється в залежності від чисельності населення і в цілому найбільш висока серед осіб африканського походження, що проживають у країнах Африки на південь від Сахари. Сьогодні поширеність альбінізму в країнах Чорної Африки становить близько 1 з 5000, у той час як у Північній Америці та Європі ту чи іншу форму альбінізму має кожен із 17 000-20 000 осіб. У Танзанії їм торкнуться 1 людина з 1400, а поширеність за деякими групами населення в Зімбабве і південній частині Африки, як повідомляється, становить 1 людина на 1000.
Деякі етнічні групи та популяції в ізольованих районах виявляють підвищену сприйнятливість до альбінізму, імовірно через генетичні фактори. До них відносяться, зокрема, індіанські племена Куна, Зуні та Хопі ; Японія, у якій одна конкретна форма альбінізму надзвичайно поширена; та острів Укереве, населення якого демонструє дуже високу поширеність альбінізму.

## Переслідування людей із альбінізмом
Люди з альбінізмом часто стикаються з соціальними та культурними проблемами (навіть загрозами), оскільки ця відмінність часто є джерелом глузування, дискримінації або навіть залякування та насильства.
У таких африканських країнах, як Танзанія і Бурунді, в останні роки спостерігається безпрецедентне зростання пов'язаних з чаклунством убивств людей з альбінізмом, оскільки їх частини тіла використовуються в зіллях, що продаються чаклунами. Численні інциденти відбулися в Африці протягом XXI століття. Наприклад, у Танзанії у вересні 2009 року троє чоловіків було засуджено за вбивство 14-річного хлопчика-альбіноса та відрубування йому ніг, щоб продати їх для чаклунських цілей. Американське Національне географічне суспільство підрахувало, що в Танзанії повний набір частин тіла альбіносу коштує 75 000 доларів.
Ще одне хибне переконання полягає в тому, що секс із жінкою-альбіносом вилікує чоловіка від ВІЛ. Це призвело, наприклад, у Зімбабве до зґвалтувань та подальшої ВІЛ-інфекції.
В наявності є мало інформації з інших регіонів, таких як Азія, Південна Америка, Тихий океан і т. д. д. Проте, за деякими повідомленнями, у Китаї та інших азійських країнах діти-альбіноси стикаються з тим, що їх залишають та вони відкидаються їхніми сім'ями.